# Schtscheglowka (Kaliningrad)
Schtscheglowka (russisch Щегловка, deutsch Groß Brittanien, 1928 bis 1947 Brittanien, litauisch Britanija) ist ein Ort in der russischen Oblast Kaliningrad. Er gehört zur kommunalen Selbstverwaltungseinheit Stadtkreis Slawsk im Rajon Slawsk.

## Geographische Lage
Schtscheglowka liegt vier Kilometer nordwestlich der Kreisstadt Slawsk an der Regionalstraße 27A-034 (ex R513), die von Sowetsk (Tilsit) nach Jasnoje (Kaukehmen, 1938 bis 1946 Kuckerneese) verläuft.
Schtscheglowka Nowaja (bis 1945 Brittanien (Ostpr.)) ist seit 1891 Bahnstation an der Bahnstrecke Kaliningrad–Sowetsk (Königsberg–Tilsit). Bis 1945 war der Ort außerdem Kleinbahnstation der Niederungsbahn (ab 1938 Elchniederungsbahn), von der aus ab 1902 eine Bahnstrecke nach Karkeln (heute russisch: Myssowka) und ab 1911 eine weitere Bahnstrecke nach Seckenburg (bis 1938: Groß Kryszahnen, heute russisch: Sapowednoje) führte.

## Geschichte
Das kleine Dorf, das mit dem Bau der Reichsbahnstrecke von Königsberg nach Tilsit an großer Bedeutung gewann, war ein Gutsdorf mit Namen Adlig Groß Brittanien, als es am 18. April 1925 in die Landgemeinde Groß Brittanien umgewandelt wurde. Seit 1874 war der Ort in den Amtsbezirk Linkuhnen (heute russisch: Rschewskoje) eingegliedert, der bis 1945 zum Kreis Niederung (ab 1938 Kreis Elchniederung) im Regierungsbezirk Gumbinnen der preußischen Provinz Ostpreußen gehörte. Am 30. September 1928 schlossen sich die Gutsbezirke Adlig Heinrichswalde (ist nicht mehr vorhanden) und Adlig Lembruch (russisch: Lespestkowo, heute ebenfalls nicht mehr existent) mit den Landgemeinden Groß Brittanien, Klein Brittanien und Warnie (beide existieren nicht mehr) zur neuen Landgemeinde Brittanien zusammen.
In Adlig Groß Brittanien waren im Jahr 1910 91 Einwohner registriert. Im Jahr 1925 betrug die Einwohnerzahl von Groß Brittanien 219, und 1933 lebten in Brittanien 348, 1939 noch 334 Menschen.
In Folge des Zweiten Weltkrieges kam Brittanien mit dem nördlichen Ostpreußen 1945 zur Sowjetunion. Der Ort erhielt 1947 die russische Bezeichnung Schtscheglowka und wurde gleichzeitig dem Dorfsowjet Timirjasewski selski sowjet im Rajon Slawsk zugeordnet. Von 2008 bis 2015 gehörte Schtscheglowka zur Landgemeinde Timirjasewskoje selskoje posselenije und seither zum Stadtkreis Slawsk.

## Kirche
Die größtenteils evangelische Bevölkerung (Groß) Brittaniens war vor 1945 in das Kirchspiel der Kirche Heinrichswalde eingepfarrt. Sie gehörte zum Kirchenkreis Niederung in der Kirchenprovinz der Kirche der Altpreußischen Union. Der kirchliche Bezug des jetzigen Schtscheglowkas zur nun Slawsk genannten Stadt besteht heute noch, seit sich dort in den 1990er Jahren eine neue evangelisch-lutherische Gemeinde gebildet hat. Sie ist Pfarrgemeinde der gleichnamigen Kirchenregion innerhalb der Propstei Kaliningrad (Königsberg) der Evangelisch-lutherischen Kirche Europäisches Russland.